# Сераксеево
Сераксеево — деревня в Серпуховском районе Московской области. Входит в состав Данковского сельского поселения (до 29 ноября 2006 года входила в состав Туровского сельского округа).

## Население
| 2002 | 2006 | 2010 |
| ---- | ---- | ---- |
| 23   | ↘6   | ↗11  |

40 человек на март 2021

## География
Сераксеево расположено примерно в 15 км (по шоссе) на северо-восток от Серпухова, на реке Речма (левый приток Оки), высота центра деревни над уровнем моря — 166 м.

## Современное состояние
На 2016 год в деревне зарегистрировано 10 садовых товариществ и 1 гск. Сераксеево связано автобусным сообщением с райцентром и соседними населёнными пунктами.